# Liste der Einträge im National Register of Historic Places im Putnam County (West Virginia)
Diese Liste der Einträge im National Register of Historic Places im Putnam County (West Virginia) enthält alle im Putnam County, West Virginia in das National Register of Historic Places eingetragenen Gebäude, Bauwerke, Objekte, Stätten oder historischen Distrikte.
Diese Liste entspricht dem Bearbeitungsstand des National Park Service/National Register of Historic Places vom 27. September 2024.

## Legende
| NRHP | Historic Place             |
| HD   | National Historic District |

## Aktuelle Einträge
| [ 2 ] | Name                                  | Bild                     | Eintragsdatum                 | Lage | Ort       | Beschreibung |
| ----- | ------------------------------------- | ------------------------ | ----------------------------- | --- | --------- | ------------ |
| 1     | Asbury House                          | Asbury House             | 21. März 1997 ID-Nr. 97000266 | 2922 Putnam Ave. 38° 26′ 2″ N, 82° 1′ 8″ W | Hurricane |              |
| 2     | Buffalo Indian Village Site           |                          | 25. Jan. 1971 ID-Nr. 71000883 | Adresse nicht veröffentlicht | Buffalo   |              |
| 3     | Buffalo Town Square Historic District | weitere Bilder           | 16. Aug. 1991 ID-Nr. 91001009 | an der Straßenkreuzung der West Virginia Route 62 und der High Street 38° 37′ 4″ N, 81° 58′ 49″ W | Buffalo   |              |
| 4     | Eleanor Historic District             |                          | 4. Mai 2023 ID-Nr. 100008824  | Fir, Gum, Beech, Dogwood, Cherry, Chestnut, Cypress, Ivywood, Hemlock, Juniper, Kapok, Locust, Maple und Nutmeg Sts., inklusive der Park Rd., Eleanor und Ash Cirs. mit dem Roosevelt Blvd. 38° 32′ 16,4″ N, 81° 55′ 31,4″ W | Eleanor   |              |
| 5     | James W. Hoge House                   | James W. Hoge House      | 27. Juli 2007 ID-Nr. 07000783 | Hoge Lane 38° 31′ 56″ N, 81° 53′ 22″ W | Winfield  |              |
| 6     | Putnam County Courthouse              | Putnam County Courthouse | 5. Juli 2000 ID-Nr. 00000775  | 3389 Winfield Rd. 38° 32′ 1″ N, 81° 53′ 32″ W | Winfield  |              |
| 7     | Winfield Toll Bridge                  | Winfield Toll Bridge     | 15. Dez. 2011 ID-Nr. 11000931 | an der West Virginia Route 34 38° 32′ 4,1″ N, 81° 53′ 53,2″ W | Winfield  |              |